# John H. Kelly
John Herbert Kelly (31 mars 1840 - 4 septembre 1864) est un officier de carrière de l'armée confédérée. Pendant la guerre de Sécession (American Civil War), il est le plus jeune brigadier général de l'armée des États confédérés. Il est tué à l'âge de 24 ans lors de la campagne de Franklin-Nashville, et devient ainsi le plus jeune général mort au champ d'honneur.

## Enfance et jeunesse
John Herbert Kelly naît en 1840 à Carrolltown, dans le comté de Pickens (Alabama). John est très tôt orphelin, il sera élevé par sa grand-mère. Il entre à l'académie militaire de West Point à 17 ans.
En 1861, quelques mois avant son examen de sortie de West-Point, John quitte l'Académie et part pour Montgomery (Alabama).

## Pendant la Guerre de Sécession

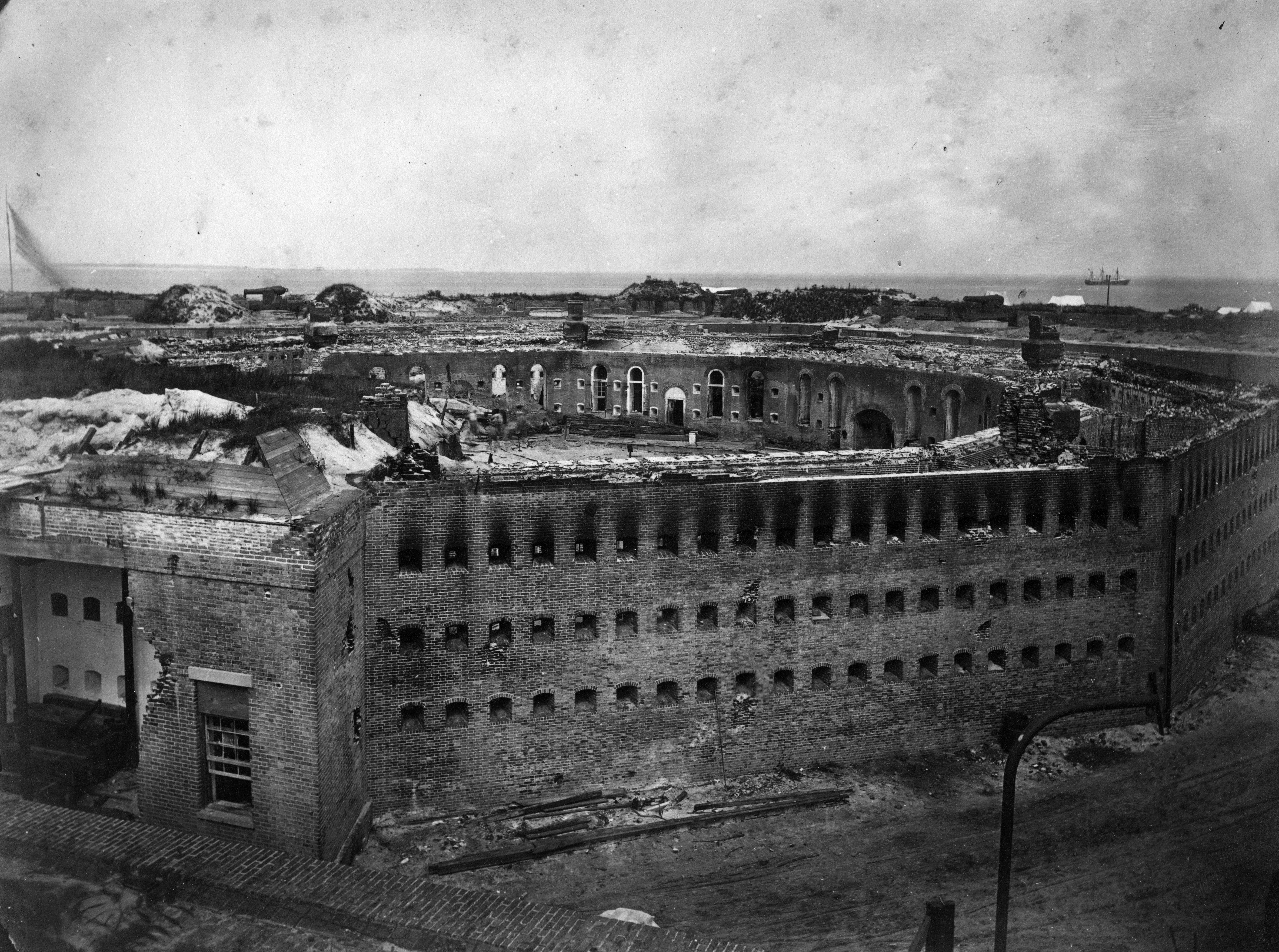
Fort Morgan, bastion défendant l'entrée de la baie de Mobile (Alabama) fut pris et fortifié par les Confédérés dès le début de la Guerre de Sécession. Ce fut la 1re affectation de John Kelly. Notez sur la photo (prise en 1864, après la reddition du fort) les embrasures noircies par la poudre, et à gauche le gros canon encore en batterie, à côté du drapeau unioniste (manifestement une retouche...)

John s'engage et est affecté à Fort Morgan avec le rang de lieutenant en second. Il y restera jusqu'à l'automne 1861. Le brigadier général William J. Hardee s'attache John, l'emmène au Missouri, et le fait nommer capitaine puis assistant adjudant général dans son état-major.
En 1862, John Kelly est nommé major du 9e bataillon d'infanterie de l'Arkansas, qu'il mène au combat lors de la bataille de Shiloh, avant d'en être nommé colonel. John combat ensuite à la première bataille de Murfreesboro où il est blessé. En octobre il participe à la bataille de Perryville.

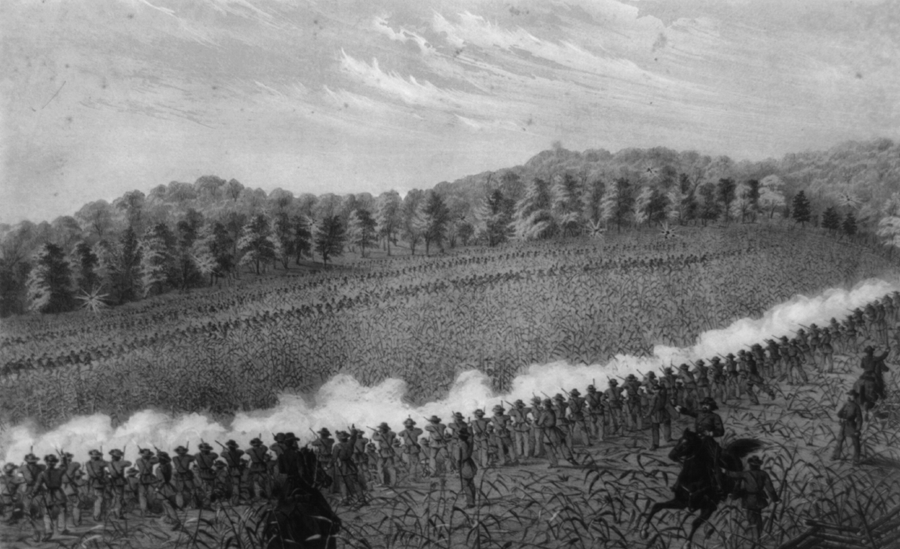
La bataille de Perryville (8 octobre 1862), un des plus sanglants affrontements de la guerre de Sécession. Noter la disposition des fantassins en lignes, et les officiers à cheval dirigeant le tir.

Lors de la bataille de Chickamauga, John Kelly est à la tête d'un vaste corps composé du 5e régiment du Kentucky, du 58e régiment de Caroline du Nord, du 63e régiment de Virginie et du 65e Régiment de Géorgie. À Chickamauga, en 1 heure, 300 hommes de son corps sont tués, et le cheval de John est tué sous lui. Ses supérieurs, les généraux Patrick Cleburne, St. John Richardson Liddell (en), et John S. Preston demandent qu'il soit promu. Parlant de John Kelly, Cleburne dit à James Seddon, le Secrétaire à la Guerre de la Confédération, qu'« il ne connaît pas de meilleur officier de ce grade en service ».
Le 16 novembre 1863, John Kelly est nommé brigadier général à l'âge de 23 ans. Le courage de la brigade Kelly est déterminant lors de la bataille de Pickett's Mill, une victoire confédérée.

## Mort de John Kelly
Le 2 août 1864 la brigade Kelly combat courageusement à Franklin (Tennessee). Alors qu'il emmène ses hommes à la charge, John est touché à la poitrine par un tireur d'élite unioniste. On l'emmène à l'ambulance de Harrison House. Les Confédérés sont obligés de se retirer, et ne peuvent emmener leur général : il est trop grièvement blessé. Fait prisonnier le 3 août, Kelly meurt le lendemain dans une ambulance à Harrison House.
John Herbert Kelly est le plus jeune général confédéré mort au champ d'honneur. Il avait 24 ans.
Il est enterré le lendemain de sa mort dans le jardin de Harrison House, à Franklin, et des voisins se cotisent pour payer son cercueil et les vêtements qu'il porte sous sa tunique d'uniforme. En 1866, son corps sera transféré au Magnolia Cemetery (en) de Mobile (Alabama).